# John Wesley
John Wesley (Epworth,  17 de junho de 1703greg. — Londres, 2 de março de 1791) foi um clérigo anglicano e teólogo arminiano cristão britânico, líder precursor do movimento metodista e, ao lado de William Booth, um dos dois maiores avivacionistas da Grã-Bretanha.

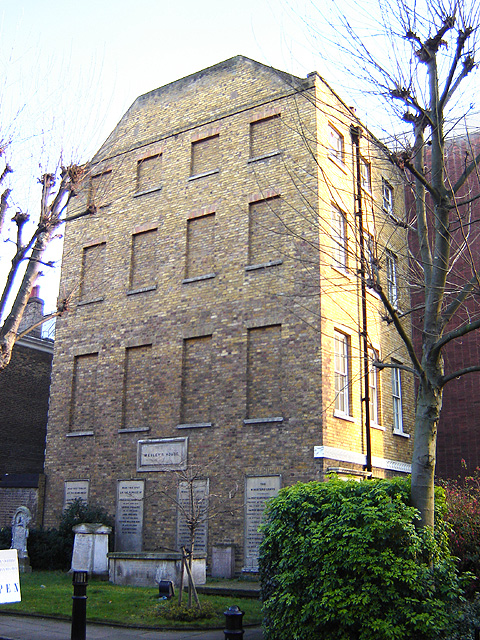
Casa de John Wesley, em Londres

## Infância
John Wesley, décimo quinto filho do ministro anglicano Samuel, que mostrara ser jacobita ao se negar a reconhecer William de Orange como soberano inglês, e de Susana Wesley, nasceu a 17 de junho de 1703, em Epworth, na Inglaterra.
Devido às atividades pastorais e políticas que impediam o Reverendo Samuel de dar a devida assistência ao lar, Susana assumiu a administração financeira da família e a educação dos filhos e filhas. Disciplinava-os com rigidez, mantendo um horário para cada atividade e reservando um tempo de encontro com cada filho para conversar, estudar e orar.
John Wesley cresceu em uma sociedade conturbada pela Revolução Industrial, na qual crescia o número de desempregados. A Inglaterra estava cheia de mendigos itinerantes, políticos corruptos, vícios e violência generalizada. O cristianismo, em todas as suas denominações, estava definhando. Ao invés de influenciar, o cristianismo estava sendo influenciado, de maneira alarmante, pela apatia religiosa e pela degeneração moral.

### Incêndio em sua casa
Ainda na infância, com cinco anos de idade John Wesley foi o último a ser salvo, de forma miraculosa, em um incêndio que destruiu toda sua casa, onde ficara preso no segundo andar. A partir desse dia Susana, sua mãe, dedicou-lhe atenção especial, pois entendeu que Deus havia poupado sua vida para algo muito especial. Depois desse acontecimento, John Wesley ficou conhecido como ''um tição tirado do fogo'' referindo-se a Zacarias 3: 1-2.
Ainda aos cinco anos de idade, Susana Wesley começou a alfabetizá-lo, usando o livro dos Salmos como apostila.
John estudou com sua mãe até os 11 anos. Entrou, então, para uma escola pública, onde ficou como aluno interno por seis anos. Aos 17 anos, foi para a Universidade de Oxford.

## Estudos
John Wesley iniciou seus estudos em Oxford, onde começou a se reunir com um grupo de estudantes para meditação bíblica e oração, sendo conhecidos pelos colegas universitários como "Clube Santo". Ele não inventou o nome; outros alunos, notando que os membros do grupo tinham horário e método para tudo que faziam, os tacharam como 'metodistas'. Wesley preferia chamá-los simplesmente de 'Metodistas de Oxford'.
Nesse grupo Wesley e seu irmão Charles iniciaram visitas e evangelismos em presídios. Wesley passou então a se interessar mais pela questão social de seu país e a miséria que a Inglaterra vivia na época.
Assim, graduou-se em Teologia, e pôde ajudar seu pai na direção da Igreja Anglicana.
Essa rotina durou até seus 32 anos, quando com seu irmão Charles atendeu a um apelo: precisava-se de missionários na Virgínia, Nova Inglaterra.
Há uma equivocada história de que o John Wesley havia sido maçom. Houve um homem de nome John Wesley em Downpatrick, Irlanda, que se tornou mestre maçom em 13 de outubro de 1788. Wesley também esteve em Downpatrick algumas vezes, mas não nessa data. Em 13 de outubro de 1788 o diário do reverendo John Wesley registra que ele esteve em Wallingford, proximidade de Londres.

## Conversão
Um dos episódios que marcou o início do metodismo foi a viagem missionária de Jonh Wesley à Virgínia, para "evangelizar os índios", que durou 2 anos e foi praticamente fracassada. Em sua viagem de retorno John Wesley expressa sua frustração: "fui à América evangelizar os índios, mas quem me converterá?".
Durante a travessia do Oceano Atlântico, Wesley ficou profundamente impressionado com um grupo de crianças e adultos da Igreja dos Irmãos Morávios, que, durante uma grande tempestade, cantavam e louvavam ao nome do Senhor. Wesley, vendo a fé destes diante do risco da morte (o medo de morrer o acompanhava por achar que Deus não poderia justificá-lo mediante seus pecados, e por isso constantemente temia a morte desde sua juventude), predispôs-se a seguir a fé evangélica deles. Retornou à Inglaterra em 1738.
Em Londres, John Wesley encontrou-se, então, com o pastor morávio Pedro Böhler. Com ele, Wesley se convence de que a fé é uma experiência total da vida humana. Procurou, então, libertar-se da religião formalista e fria para viver, na prática, os ensinos de Jesus.

No dia 24 de maio, durante uma pequena reunião na rua Aldersgate, Londres, enquanto ouvia a leitura de um antigo comentário escrito por Martinho Lutero, pai da Reforma Protestante, sobre a carta aos Romanos, John Wesley passou por uma experiência espiritual, sentindo "seu coração se aquecer". Através desta experiência ele experimentou grande confiança em Cristo e recebeu a segurança de que Deus havia perdoado seus pecados. Esse episódio é assim narrado em seu diário:
"Cerca das oito e quinze, enquanto ouvia a preleção sobre a mudança que Deus opera no coração através da fé em Cristo, senti que meu coração ardia de maneira estranha. Senti que, em verdade, eu confiava somente em Cristo para a salvação e que uma certeza me foi dada de que Ele havia tirado meus pecados, em verdade meus, e que me havia salvo da lei do pecado e da morte. Comecei a orar com todo meu poder por aqueles que, de uma maneira especial, me haviam perseguido e insultado. Então testifiquei diante de todos os presentes o que, pela primeira vez, sentia em meu coração".

## Atividades religiosas

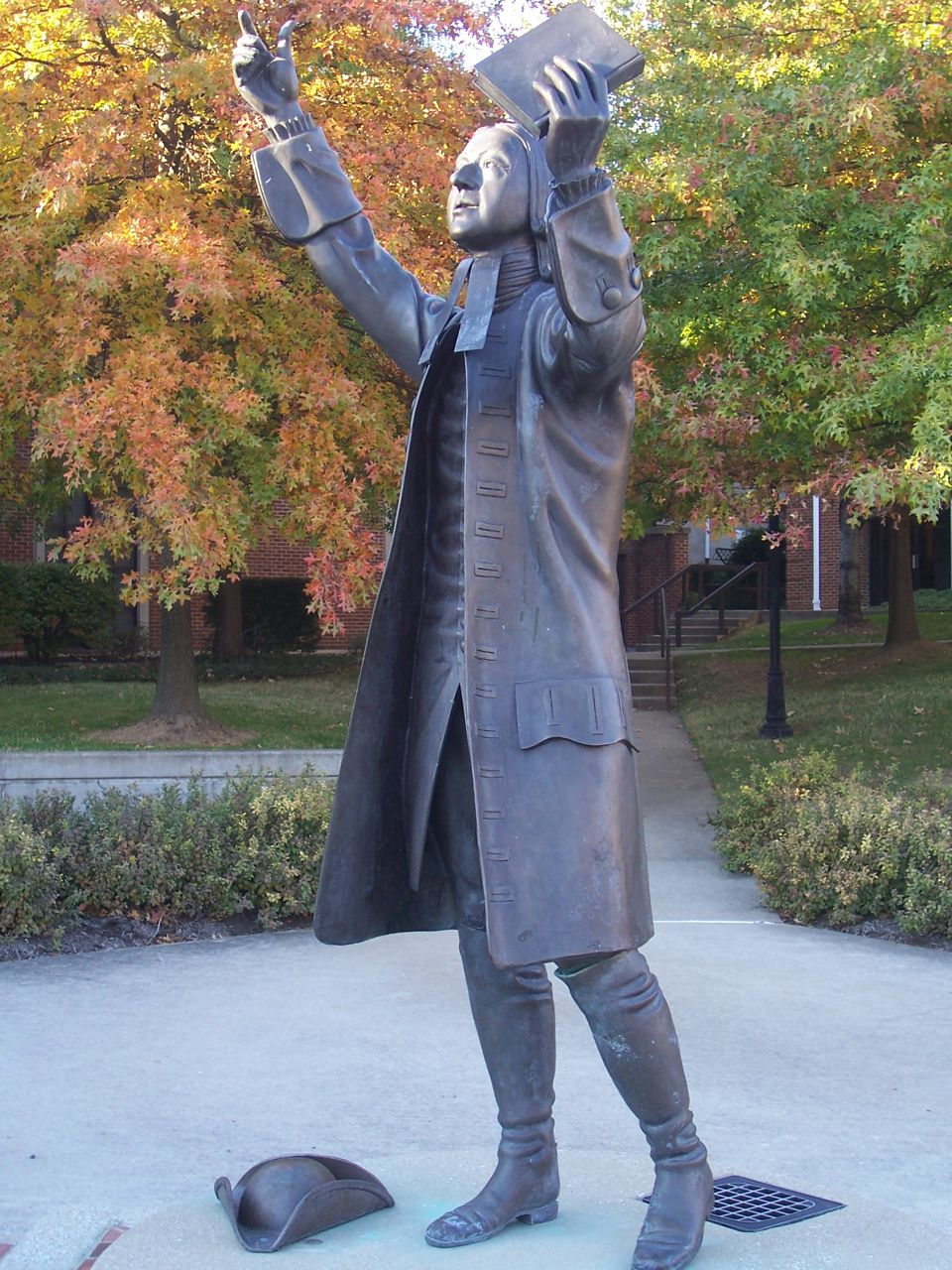
Estátua de Wesley em Wilmore, Kentucky

Como não havia muitas oportunidades na Igreja Anglicana, Wesley pregava aos operários em praças e salões - muito embora ele não gostasse de pregar fora da Igreja. Tornou-se conhecidíssima sua frase "o mundo é a minha paróquia".
Influenciados pelos morávios, John e seu irmão Charles organizaram pequenas sociedades e classes dentro da Igreja da Inglaterra, lideradas por leigos, com os objetivos de compartilhar, estudar a Bíblia, orar e pregar. Logo o trabalho de sociedades e classes seria difundido em vários países, especialmente nos Estados Unidos e na Inglaterra e, estaria presente em centenas de sociedades com milhares de integrantes.
Com tanto serviço, Wesley andava por toda a parte a cavalo, conquistando o apelido de 'O Cavaleiro de Deus'. Calcula-se que, em 50 anos, Wesley tenha percorrido 400 mil quilômetros e pregado 40 mil sermões, com uma média de três sermões por dia ou 800 sermões por ano, a maior parte ao ar livre. Houve uma vez que pregou a cerca de 14.000 pessoas. Milhares saíram da miséria e imoralidade e cantaram a nova fé nas palavras dos hinos de Charles Wesley, irmão de John. Os dois irmãos deram à religião um novo espírito de alegria e piedade. John Wesley deixou um legado de 300 pregadores itinerantes e mil pregadores locais.
A Igreja Metodista, como Igreja propriamente, organizou-se primeiro nos EUA e depois na Inglaterra (somente após a morte de Wesley, no dia 2 de março de 1791).

Membros nos Estados Unidos
- 1771 - 361 membros
- 1780 - 8 500 membros
- 1784 - 15 000 membros
- 1790 - 57 621 membros
- 1800 - 64 894 membros
- 1809 - 163 038 membros

## Doutrina
- Wesley ensinava que a conversão a Jesus é comprovada pela prática (testemunho), e não pelas emoções do momento.
- Valorização dos pregadores leigos que participavam lado a lado com os clérigos da Missão de evangelização, assistência e capacitação de outras pessoas.
- Afirmava que o centro da vida cristã está na relação pessoal com Jesus Cristo. É Jesus quem nos salva, nos perdoa, nos transforma e nos oferece a vida abundante de comunhão com Deus.
- Valorizava e recuperava em sua prática a ênfase na ação e na doutrina do Espírito Santo como poder vital para a Igreja.
- Reconhecia a necessidade de se viver o Evangelho comunitariamente. John Wesley afirmou que "tornar o Evangelho em religião solitária é, na verdade, destruí-lo".
- Preocupava-se com o ser humano total. Não é só com o bem-estar espiritual, mas também com o bem-estar físico, emocional, material. Por isso devemos cuidar do nosso próximo integralmente, principalmente dos necessitados e marginalizados sociais.
- Podemos afirmar que o bem-estar espiritual é o resultado da paz de Cristo que alcança todas as áreas da vida do cristão. É o resultado do bem-estar físico, emocional, econômico, familiar, comunitário. Tudo está nas mãos de Deus, nele confiamos e Ele é fiel em cuidar de nós. Sua salvação alcança-nos integralmente.
- Enfatizava a paixão pela evangelização. Desejamos e devemos trabalhar com paixão, perseverança e alegria para que o amor e a misericórdia de Deus alcancem homens e mulheres em todos os lugares e épocas.
- Aceitava as doutrinas fundamentais da fé cristã, conforme enunciadas no Credo Apostólico (Cremos na Bíblia, em Deus, em Jesus Cristo, no Espírito Santo, no ser humano, no perdão dos pecados, na vitória por meio da vida disciplinada, na centralização do amor, na segurança e na perfeição cristã, na Igreja, no Reino de Deus, na vida eterna, na segunda vinda de Jesus, na graça de Deus para todos, na possibilidade da queda da graça divina, na oração intercessora, nas missões mundiais, cremos profundamente no Amor de Deus em nossa vida, no amor dos irmãos.), enfatizando o equilíbrio entre os atos de piedade (atos devocionais) e os atos de misericórdia (a prática de amor ao próximo).[7]

## Morte
Faleceu a 2 de março de 1791, em Londres, Inglaterra. Encontra-se sepultado em Wesleys Chapel, Grande Londres, Londres, Inglaterra.

## Legado
Além de milhares de convertidos e encaminhados para a santificação cristã, houve também obras sociais dignas de destaque, como estas: dinheiro aos pobres que Wesley distribuía, o compêndio de medicina que Wesley escreveu e foi largamente difundido, apoio à reforma educacional, apoio à reforma das prisões, apoio à abolição da escravatura.
Atualmente, o total de membros da comunidade metodista no mundo está estimado em cerca de 75 milhões de pessoas. O maior grupo concentra-se nos Estados Unidos: a Igreja Metodista Unida neste país é a segunda maior denominação protestante.
Hoje, além dos seguidores do Metodismo, a vida de muitos é influenciada pela missão de Wesley. Movimentos posteriores como o Exército de Salvação, o Movimento de Santidade e o Pentecostalismo devem muito a ele. A insistência wesleyana na busca da santificação pessoal e social contribuem significativamente para a ideologia da busca de uma vida e mundo melhor.